# Luperosaurus cumingii
Luperosaurus corfieldi — вид геконоподібних ящірок родини геконових (Gekkonidae). Ендемік Філіппін. Вид названий на честь англійського натураліста Г'ю Камінга. Раніше вважався конспецифічним з Luperosaurus angliit і Luperosaurus corfieldi.

## Поширення і екологія
Luperosaurus corfieldi мешкають на півдні острова Лусон на півночі Філіппінського архіпелагу, в регіонах Південний Камаринес і Бікол. Вони живвуть у вологих тропічних лісах і прибережних лісах, на висоті до 950 м над рівнем моря. Ведуть деревний спосіб життя. Самиці відкладають яйця.